# Tomb Raider
Tomb Raider je medijski serijal kojeg izdaje Eidos Interactive. Sastoji od akcijsko-avanturističkih igara, stripova, novela, tematskih parkova, i filmova centriranih oko avantura izmišljene britanske arheologinje Lare Croft. Od izdavanja originalne Tomb Raider igrice 1996. godine serija se dobro razvila, a Lara je postala jedna od glavnih ikona industrije videoigara. Guinnessova knjiga rekorda priznala je Laru Croft kao najuspješniju heroinu u 2006. godini. Šest prvih igrica u nizu bio je razvio Core Design, a ostale je razvio Crystal Dinamics. Do sada su snimljena dva filma, Lara Croft: Tomb Raider i Lara Croft Tomb Raider: Kolijevka života